# 9999 (число)
9999 (девять тысяч девятьсот девяносто девять) — натуральное число, расположенное между числами 9998 и 10 000. Оно не является простым числом, а относительно последовательности простых чисел расположено между 9973 и 10007.

## Арифметические свойства
- 9999 является нечётным составным[2] четырёхзначным числом.
- 9999 — число-палиндром, репдигит числа 9.
- 9999 — крупнейшее четырёхзначное число, записанное в десятичной системе счисления.
- Сумма цифр числа 9999 — 36, произведение цифр числа 9999 — 6561.
- 9999 — 17-е число Капрекара[3][4].Квадрат этого числа — 99 980 001, если взять две половины этого числа, и сложить их получим вновь его же: 9998+0001=9999[5].
- Куб этого числа — 999 700 029 999. Если взять три части этого числа: 9997+0002+9999 их сумма равна 9999×2[5].
- 9999 — 37-е однообразное число[6].
- 9999 — 36-е триморфное число[7].
- 9999 — 4-е из семи известных чисел в последовательности знаменателей египетской дроби для e−2 (следующее число в ней — 3 620 211 523)[8].
- 9999 — значение n, при котором конкатенация n и n−3 даст результат, который можно представить в виде произведения двух натуральных чисел, отличающихся на 4[9].

## В культуре
- В китайском фольклоре число 9999 считается благоприятным и наделено сакральным смыслом. Так, в средневековом Китае при захоронении зажиточных граждан в их могилы часто укладывались 9999 монет — именно столько, как считалось, необходимо было заплатить после смерти для получения земельного участка в загробном мире[10]. Согласно распространённой легенде, дворцовый комплекс Запретного города насчитывает 9999 комнат; в действительности их количество — 8707.

## В других областях
- 9999 — максимальный возможный номер строки[англ.] во многих старых языках программирования, например в BASIC[11].
- 9999 — номер телефона полиции в Омане[12].